# Zábřežská vrchovina
Zábřežská vrchovina (niem. Hohenstädter Bergland; dawniej razem z Mohelnicką brázdą i z Hanušovicką vrchoviną Jižní podhoří Hrubého Jeseníku) jest jednostką geograficzną w czeskich Sudetach, obejmując północno-zachodnią część Moraw. Oddziela Kotlinę Górnomorawską i Mohelnicką brázdą od Pogórza Orlickiego. Jest częścią Českej křídovej pánve i należy do Jesenickiej oblasti w obrębie Krkonošsko-jesenickiej subprovincie. Na północy graniczy z Górami Orlickimi i przedgórzem Wysokiego Jesionika, na południu z Drahanską vrchoviną. Od zachodu uskok oddziela ją od Poorlickiej tabule, a od wschodu podobny uskok od Mohelnickiej brázdy i Kotliny Górnomorawskiej. Ma powierzchnię: 734 km². Najwyższe szczyty to: Lázek (714 m n.p.m.), Kančí vrch (606 m n.p.m.) i Velký Kosíř (442 m n.p.m.).

## Geologia
Zábřežská vrchovina zbudowana jest z gnejsów, łupków łyszczykowych, szarogłazów, wapieni i granitów. Na obszarze Bouzovskej vrchoviny w dewońskich wapieniach rozwiną się kras, czego najlepszym przykładem są jaskinie: Javoříčské jeskyně i Mladečské jeskyně.

## Geomorfologia
Masyw Zábřežske vrchoviny składa się z zalesionych grzbietów bez wybitnych wierzchołków. Dzieli się na trzy części. Są to: Drozdovská vrchovina, Mírovská vrchovina i Bouzovská vrchovina. Oddzielają je głęboko wcięte doliny Moravské Sázavy, Březné i Třebůvky. Krajobraz Zábřežske vrchoviny przypomina Drahanskou vrchovine czy Nízký Jeseník.

### Drozdovská vrchovina
Północna, największa i najwyższa część Zábřežske vrchoviny (góra Lázek z wieżą widokową, 714 m n.p.m.). Stanowi przedłużenie Gór Orlickich (Bukovohorská hornatina). Od północnego wschodu góruje nad Králickou brázdu i miasteczkiem Štíty, a dalej graniczy z Hanušovickou vrchovinou.

### Mírovská vrchovina
Jest środkową częścią Zábřežské vrchoviny, oddzieloną od pozostałych dolinami Moravské Sázavy na NNW i Třebůvky na SSW. Najwyższym wzniesieniem jest Kančí vrch (606 m n.p.m.).

### Bouzovská vrchovina
Część południowa, najniższa. Północno-zachodni fragment osiąga wysokość ok. 550 m n.p.m. Od zachodu i północnego zachodu obcięta głęboką doliną Třebůvky. Krawędź jest stroma i rozcięta głęboko wciętymi dopływami Třebůvky. Od południowego zachodu Bouzovská vrchovina jest obcięta uskokiem Chornice – Čechy pod Kosířem. Wschodnia i południowo-wschodnia część jest niższa o wysokości 300–400 m n.p.m. Składa się z szerokich grzbietów i kotlin obniżających się ku południowemu wschodowi. Nad tym spokojnym krajobrazem sterczą wierzchołki i krótkie grzbiety zbudowane z wapieni. Występują tu skałki wapienne, ślepe doliny oraz jaskinie. Przedłużeniem tej jednostki na południu jest krasowa Drahanská vrchovina.

## Rzeki
- Březná
- Moravská Sázava
- Mírovka
- Třebůvka

Interesująca jest dolina rzeczki Březné o przebiegu południkowym od Králické brázdy po ujście do Moravské Sázavy we wsi Hoštejn oraz „krajobraz granitowy” w okolicy wsi Jedlí.
Rzeczka Březná jest granicą między Czechami a Morawami.

## Pokrycie terenu
lasy – 59%, grunty rolne – 27% (łąki – 12%, pozostałe grunty rolne – 15%), wody – 3%, pozostałe – 11%. Występują tu lasy świerkowe, jodłowe, dębowe, grabowe, jodłowo-bukowe, bukowe i inne liściaste.

## Zwierzęta
- Ssaki: sarna, jeleń, muflon, dzik, borsuk, kuna leśna, kuna domowa, jenot, lis
- Ryby: strzebla potokowa, głowacz białopłetwy, pstrąg potokowy, lipień i in.
- Płazy: żaba trawna, rzekotka drzewna, traszka
- Gady: zaskroniec zwyczajny, żmija zygzakowata
- Stawonogi: rak szlachetny
- Ptaki (gniazduje tu około 100 gatunków ptaków)
  - Ptaki drapieżne: myszołów zwyczajny i myszołów włochaty, jastrząb gołębiarz, krogulec, trzmielojad, pustułka
  - Nocne drapieżniki: sowa uszata, puszczyk, pójdźka, puchacz, płomykówka
  - Dzięcioły: dzięcioł duży, dzięcioł czarny, dzięcioł zielony, krętogłów
  - Ptaki śpiewające: sikora bogatka, sikora modra, kilka gatunków pokrzewek, gil, trznadel, rudzik, kos, drozd śpiewak, sójka, czyżyk, strzyżyk, pleszka, kowalik i in.

## Miasta
- Lanškroun
- Mohelnice
- Moravská Třebová
- Štíty
- Zábřeh

## Zamki, pałace, twierdze
- Bílá Lhota – pałac
- Bouzov – zamek
- Cimburk-Trnávka – zamek
- Hoštejn – zamek
- Mírov – zamek
- Moravská Třebová – pałac
- Podolí – twierdza
- Tatenice – pałac
- Zábřeh na Moravě – pałac
- Žádlovice – pałac